# Comostolopsis fuscipuncta
Comostolopsis fuscipuncta är en fjärilsart som beskrevs av W. Warren 1899. Comostolopsis fuscipuncta ingår i släktet Comostolopsis och familjen mätare. Inga underarter finns listade i Catalogue of Life.